# بانوی الهی
بانوی الهی (انگلیسی: The Divine Lady) فیلمی به کارگردانی فرانک لوید است که در سال ۱۹۲۹ منتشر شد.
این فیلم برنده جایزه اسکار بهترین کارگردانی در دومین دوره این مراسم شده است.

## بازیگران
- کورین گریفیت
- اچ. بی. وارنر
- ایان کیت
- ماری درسلر
- ویلیام کونکلین
- بن الکساندر
- جوآن بنت
- اندی دیواین
- رابرت پریش
- گرانت ویثرز
- هارولد گودوین